# آپریکاله
آپریکاله (به ایتالیایی: Apricale) یک کومونه در ایتالیا است که در استان ایمپریا واقع شده‌است.

## خصوصیات
آپریکاله ۱۹٫۷ کیلومترمربع مساحت و ۵۷۳ نفر جمعیت دارد و ۲۹۱ متر بالاتر از سطح دریا واقع شده‌است.